# 놀런 부슈널
놀런 카이 부슈널(영어: Nolan Kay Bushnell, 1943년 2월 5일 ~)은 미국의 사업가이자 전기공학자이다. 그는 아타리, Inc.와 척 E. 치즈 피자 타임 시어터 체인을 설립했다. 그는 비디오 게임 명예의 전당과 소비자 가전 협회 명예의 전당에 헌액되었으며, 영국 영화 텔레비전 예술 아카데미 펠로우십과 네이션스 레스토랑 뉴스 '올해의 혁신가' 상을 수상했고, 뉴스위크 선정 '미국을 바꾼 50인' 중 한 명으로 선정되었다. 그는 20개 이상의 회사를 설립했으며 비디오 게임 산업의 창립자 중 한 명이다. 그는 안티에이징 게임즈의 이사회에 있다. 2012년에 그는 비디오 게임 기술을 교육용 소프트웨어에 사용하는 브레인러시(Brainrush)라는 교육 소프트웨어 회사를 설립했다.
그는 "배우기 쉽고 숙달하기 어려운" 게임이 보람 있다는 내용의 경구인 부슈널의 법칙으로 알려져 있다.

## 개인 생활
부슈널은 1943년 유타주 클리어필드의 중산층 가정에서 태어났으며, 가족은 예수 그리스도 후기 성도 교회의 일원이었다. 그는 인근 유타주 케이즈빌에 있는 데이비스 고등학교에 다녔다. 부슈널은 1961년에 유타 주립 대학교에 입학하여 공학을 공부한 후 경영학으로 전공을 바꾸었다. 1964년에 그는 유타 대학교공과대학으로 편입하여 전기공학 학사 학위를 받았다. 그는 파이 카파 알파 친목회 회원이었다.
그는 1966년에 첫 부인 폴라 로셸 닐슨과 결혼하여 두 딸을 두었으며, 1969년에 캘리포니아로 이사했다. 그들은 1975년, 워너 커뮤니케이션스가 아타리를 인수하기 직전에 이혼했다. 1977년 말경, 그는 낸시 니노와 결혼하여 여섯 자녀를 두었다. 그는 또한 아타리를 워너에 매각한 수익으로 제임스 폴거 커피 거물의 옛 저택을 우드사이드 (캘리포니아주)에 구매했다.
그는 어린 시절 예수 그리스도 후기 성도 교회의 일원이었지만, 첫 이혼 무렵에는 종종 "신앙을 저버린 몰몬"이라고 불릴 정도로 가르침을 버렸다. 그는 대학 시절 유타 대학교 종교 학회의 교수와 성경 해석을 두고 논쟁을 벌인 후 신앙생활을 중단했다고 말했다.

## 사업 경력

### 초기 경력 및 시지기
부슈널은 대학에 다니는 동안 라군 유원지에서 여러 해 동안 일했다. 일을 시작한 지 두 시즌 만에 그는 게임 부서의 매니저가 되었다. 그곳에서 일하면서 그는 아케이드 전기 기계식 게임에 익숙해졌고, 고객들이 게임하는 것을 관찰하고 기계 유지 보수를 도우면서 작동 방식을 배웠으며, 게임 사업 운영 방식에 대한 이해를 발전시켰다. 그는 또한 미드웨이아케이드 게임에도 관심이 있었는데, 테마파크 고객들이 기술과 운을 사용하여 궁극적으로 목표를 달성하고 상을 받는 게임이었다. 그는 사람들이 게임에 대한 호기심을 갖게 하고, 그들이 게임을 하기 위해 돈을 내도록 만드는 개념을 좋아했다.
대학 시절, 그는 리턴 유도 및 제어 시스템, 해들리 주식회사, 유타 대학교 산업공학과를 포함한 여러 고용주 밑에서 일했다. 몇몇 여름 동안 그는 4개 대학에 종이 흡수판을 제작하고 이벤트 달력 주변에 광고 공간을 판매하는 자신의 광고 회사인 캠퍼스 컴퍼니를 설립했다. 그는 또한 아메리카나 백과사전 사본을 판매했다.
졸업 후, 부슈널은 디즈니에 고용되기를 바라며 유타에서 캘리포니아로 이주했지만, 회사는 신입 대학 졸업생을 채용하는 정기적인 관행이 없었다. 대신 부슈널은 암펙스에서 전기공학자로 일자리를 얻었다. 암펙스에서 그는 동료 직원인 테드 대브니를 만나 공통된 관심사를 발견했다. 부슈널은 다브니와 전자 게임으로 가득 찬 피자 가게를 만드는 아이디어를 공유했으며, 다브니를 스탠퍼드 인공지능 연구소의 컴퓨터 연구실로 데려가 스페이스워!를 보여주었다.
1970년, 부슈널과 대브니는 스페이스워! 클론인 컴퓨터 스페이스를 제작하기 위해 시지기(Syzygy)를 설립했다. 그들은 코인 작동식 퀴즈 및 슈팅 게임 제조사인 너팅 어소시에이츠와 계약을 맺고 동전 투입 장치가 포함된 유리섬유 캐비닛을 제작했다.
컴퓨터 스페이스는 판매액이 300만 달러를 넘었지만 상업적으로 실패했다. 부슈널은 너팅 어소시에이츠가 게임을 제대로 마케팅하지 못했다고 생각했고, 다음 게임은 더 큰 제조업체에 라이선스하기로 결정했다. 부슈널은 또한 그들이 개발할 다음 게임이 더 간단해야 하고 사용자가 캐비닛의 지시를 읽을 필요가 없어야 한다고 생각했는데, 그들의 목표 고객은 아마도 술 취한 바 손님일 것이었기 때문이다.

### 아타리 주식회사

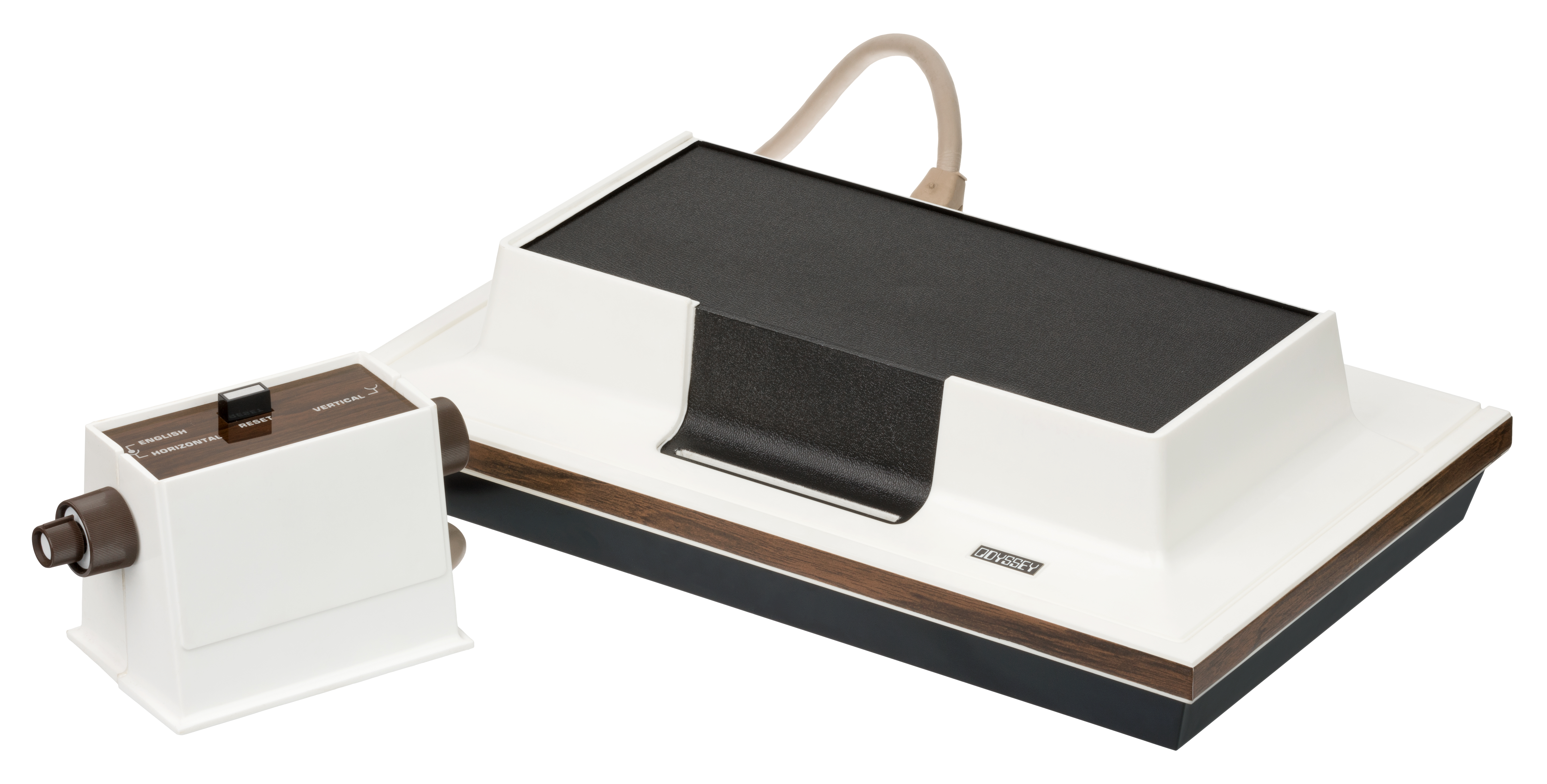
마그나복스 오디세이는 부슈널의 성공적인 퐁에 영감을 주었다.

1972년, 부슈널과 대브니는 독립했고, "시지기(Syzygy)"라는 이름이 이미 사용 중이라는 것을 알게 되었다. 부슈널은 때때로 멘도시노 (캘리포니아주) 히피 공동체가 소유한 양초 회사에서 사용 중이었다고 또는 지붕 회사에서 사용 중이었다고 말했다. 그들은 대신 아타리라는 이름으로 회사를 설립했는데, 이는 바둑에서 체크와 유사한 위치를 의미하는 용어이다(부슈널은 이를 자신의 "역대 가장 좋아하는 게임"이라고 불렀다).
그들은 캘리포니아주 서니베일의 스콧 대로에 첫 사무실을 임대하고, 발리 매뉴팩처링과 비디오 게임 및 핀볼 테이블 제작 계약을 맺고, 두 번째 직원으로 공학자앨런 알콘을 고용했다. 부슈널은 발리에게 하키 비디오 게임을 제안했다.
부슈널이 캘리포니아주 벌링게임에서 마그나복스 오디세이 시연회에 참석한 후, 그는 마그나복스 탁구 게임과 유사한 제품을 만드는 작업을 알콘에게 테스트 프로젝트로 맡겼다. 그는 알콘에게 일반 전기용 소비자 제품으로 게임을 만들고 있다고 말하여 그를 동기 부여했다. 알콘은 게임 디자인에 공이 게임 진행 시간에 따라 빨라지는 등의 여러 자체 개선 사항을 통합했고, 퐁이 탄생했다. 퐁은 매우 인기가 많았으며, 아타리는 다음 몇 년 동안 회사의 주력으로 많은 수의 퐁 기반 아케이드 비디오 게임을 출시했다. 퐁 출시 후 부슈널과 대브니는 갈등을 겪었다. 대브니는 자신이 부슈널에게 밀려난다고 느꼈고, 부슈널은 대브니가 회사의 더 큰 재정적 성공을 방해한다고 느꼈다. 부슈널은 1973년에 아타리에서 대브니의 지분을 $250,000에 매입했다.
더 많은 아케이드 게임을 시장에 출시하고 코인 작동 게임 유통업체가 설정한 독점 제한을 우회하기 위해, 부슈널은 1973년에 자신의 이웃인 조 키넌에게 키 게임즈를 설립하도록 은밀히 지시하여 아타리 게임의 거의 복사본을 제조했다. 키 게임즈의 생산량에도 불구하고 아타리는 아케이드 게임 수요를 충족하는 데 어려움을 겪었고, 1974년까지 아타리는 부분적으로 아케이드 게임 시장 경쟁으로 인해 재정적 어려움에 직면했다. 부슈널은 키 게임즈의 독점 아케이드 게임탱크 출시 직전인 1974년 9월에 키 게임즈를 아타리에 합병하기로 결정했다. 탱크는 아케이드 게임에서 성공을 거두었고 아타리의 재정 강화에 도움이 되었다. 키넌은 아타리의 사장이 되어 운영을 관리했고, 부슈널은 CEO 역할을 유지했다.

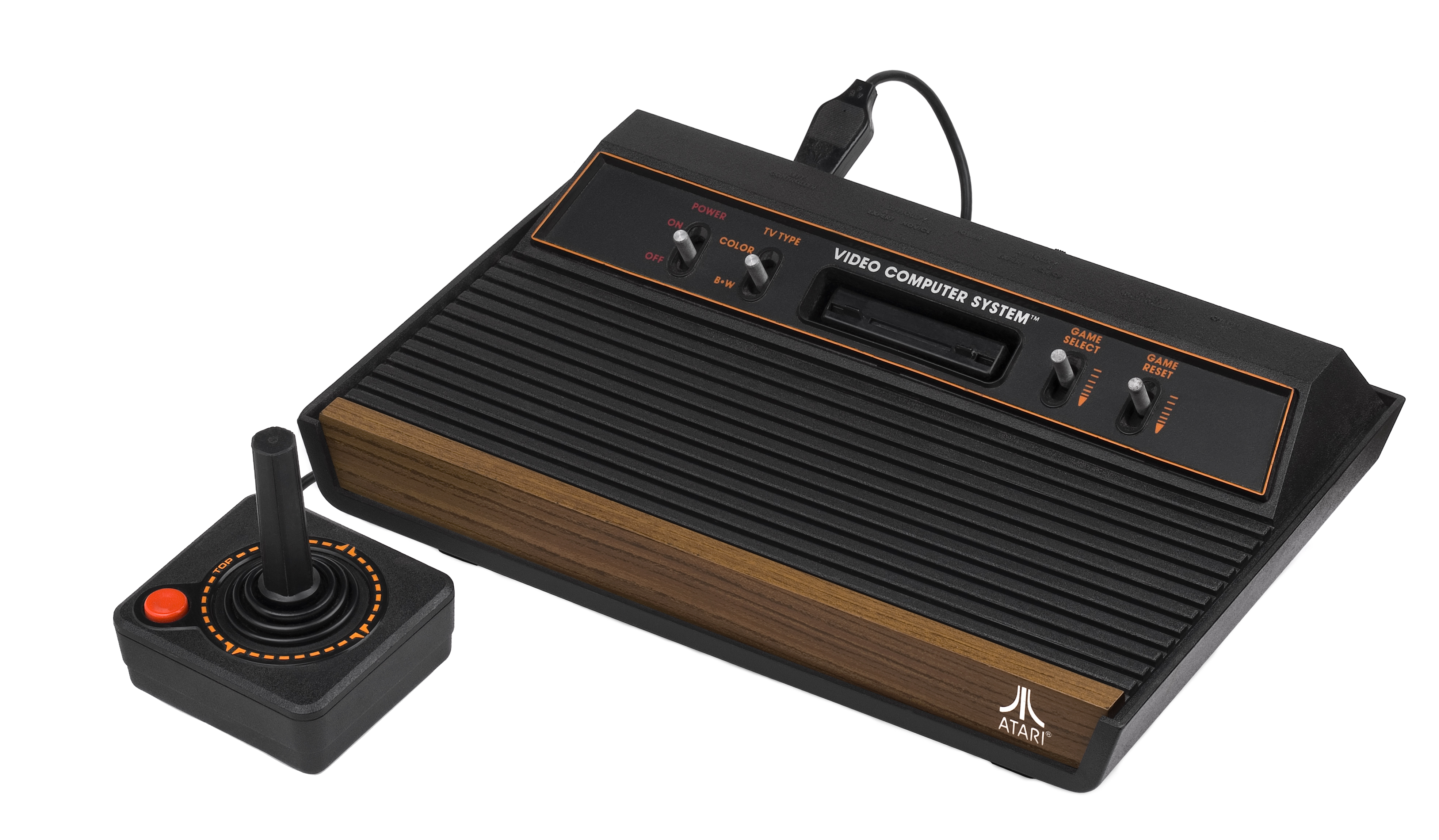
아타리 2600은 가정용 게임 시장에 혁명을 일으켰지만, 부슈널은 출시 직후 아타리에서 물러났다.

회사가 재정적으로 안정되자 아타리는 1975년에 처음 출시된 가정용 퐁 콘솔로 소비자 가전 시장에 진입했다. 아타리는 1977년까지 기존 아케이드 게임의 변형을 전용 가정용 콘솔용으로 계속 만들었다. 이 기간 동안, 전 아타리 직원인 스티브 잡스와 스티브 워즈니악은 아타리에서 빌린 부품과 아타리 직원의 기술 지원으로 제작된 자신들의 가정용 컴퓨터 시스템인 애플 I에 투자할 것을 부슈널에게 제안했다. 그들은 처음에는 부슈널과 아타리에게 디자인을 제안했지만, 부슈널은 아타리가 아케이드 게임과 가정용 콘솔에 집중하기를 원했다. 1975년 후반에 잡스는 부슈널에게 자신들의 신생 회사인 애플의 3분의 1 지분을 $50,000에 얻을 기회를 제안했다. 부슈널은 나중에 "나는 너무 똑똑해서 거절했다. 울지 않을 때 생각하면 좀 웃기다"고 말했다. 부슈널은 또한 1977년 산호세에 첫 피자 타임 시어터를 설립하여 아타리가 아케이드 게임을 유통하는 수단으로 삼았다.
1975년부터 아타리는 아케이드 게임과 가정용 콘솔 시장에서 경쟁이 심화되면서, 부슈널은 두 가지 유형의 시스템을 모두 개발하는 데 드는 비용이 너무 높고 수명도 제한적이라는 것을 깨달았다. 그래서 그는 시아나 엔지니어링의 아타리 공학자들에게 프로그래밍 가능한 가정용 콘솔 개발을 지시했다. 이 콘솔은 결국 1977년에 아타리 비디오 컴퓨터 시스템 또는 아타리 VCS로 출시되었고 나중에 아타리 2600으로 알려졌다. 그러나 아타리가 설계를 완료하기 전에, 게임 카트리지를 사용하는 최초의 가정용 콘솔인 페어차일드 채널 F가 1976년 11월에 출시되었다. 부슈널은 아타리 VCS의 개발 속도를 높여야 한다는 것을 깨달았다. 처음에는 공개 회사가 되는 것을 고려했지만, 대신 구매자를 찾았다. 자신들의 실패한 미디어 자산을 강화하려던 워너 커뮤니케이션스는 1976년 11월에 아타리를 $2800만 달러에 인수하기로 합의했으며, 부슈널은 개인적으로 $1500만 달러를 받았다. 워너는 아타리 VCS에 대규모 투자를 하여 다음 해 초에 완료되어 1977년 9월에 출시될 수 있도록 했다.
아타리 VCS의 첫해 판매량은 평범했고 아타리 자체 공급망에 의해 제한되었다. 초기 게임의 대부분은 아타리 아케이드 게임의 아케이드 전환판이었지만, 두 번째 물결의 게임들은 더 추상적이고 홍보하기 어려웠다. 워너는 벌링턴 인더스트리의 전 부사장이었던 레이 카사르를 아타리 마케팅을 돕기 위해 배치했다. 카사르는 1978년 내내 성공적인 광고 및 마케팅을 진행하여 아타리 VCS가 연말에 더 큰 판매 기간을 맞이할 수 있도록 포지셔닝했다. 그러나 부슈널은 카사르의 계획에 우려를 표했고 너무 많은 물량을 생산하여 판매되지 않을까 우려했으며, 연말 워너 이사회에서 이러한 입장을 재차 강조했다. 부슈널은 경쟁 심화로 VCS의 노후화된 기술 사양이 쓸모없게 될 것을 우려하여 새로운 기술적으로 우월한 콘솔 개발을 위한 R&D에 자금을 사용할 것을 권고했다. 카사르의 마케팅과 타이토의 스페이스 인베이더 아케이드 인기로 인해 아타리 VCS 판매량이 급증하면서 부슈널의 우려는 현실화되지 않았다. 워너 커뮤니케이션스와 부슈널 모두 그가 더 이상 회사에 좋은 리더가 아니라는 것을 인정하고, 1979년 초에 그를 CEO 겸 회장직에서 해임했다. 워너는 부슈널에게 이사이자 크리에이티브 컨설턴트로 남아달라고 제안했지만, 부슈널은 거절했다. 떠나기 전에 부슈널은 아타리로부터 피자 타임 시어터의 권리를 $500,000에 협상했다. 키넌이 부슈널을 대신했지만 몇 달 후 떠났고, 1979년 중반에 카사르가 아타리의 CEO로 임명되었다.

### 척 E. 치즈 피자 타임 시어터
1977년, 아타리에 재직 중이던 부슈널은 워너 커뮤니케이션즈로부터 피자 타임 시어터를 다시 사들였다. 이 회사는 원래 아이들이 피자를 먹고 비디오 게임을 할 수 있는 장소로, 아타리 게임의 유통 채널 역할을 하도록 부슈널이 만들었다. 척 E. 치즈 피자 타임 시어터에는 음악을 연주하는 애니매트로닉 동물들도 있었다. 부슈널은 항상 월트 디즈니를 위해 일하고 싶었지만, 졸업 후 처음 시작할 때 계속해서 고용을 거절당했다고 알려져 있다. 척 E. 치즈는 디즈니와 그곳에서 개발된 기술에 대한 그의 경의였다. 1981년에 부슈널은 척 E. 치즈의 일상적인 음식 운영을 새로 고용한 레스토랑 경영진에게 넘기고 캐탈리스트 테크놀로지스에 집중했다.
1981년부터 1982년까지 부슈널은 PTT 자회사인 센테 테크놀로지스와 카다브라스코프에 집중했다. 센테는 코인 작동 게임 사업에 재진입한 것이었다. 아케이드 캐비닛은 카트리지 슬롯이 있는 독점 시스템을 갖추어 운영자들이 전체 캐비닛을 새로 구매할 필요 없이 게임을 새로 고칠 수 있었다. 카다브라스코프는 컴퓨터 지원 애니메이션에 대한 초기 시도였다. 1983년 레스토랑들이 손실을 보기 시작하면서, 센테는 수익성이 좋았음에도 불구하고 발리에 390만 달러에 매각되었고, 카다브라스코프는 루카스필름에 매각되어 이후 픽사의 시작이 되었다.
이 시기 부슈널은 자신의 피자 타임 주식을 담보로 대규모 대출을 받아 캐탈리스트에 자금을 지원했다. 1983년 말, 척 E. 치즈는 심각한 재정 문제에 직면했다. 사장이자 오랜 친구인 조 키넌은 그해 가을 사임했다. 놀런은 다시 개입하려 했고, 과도한 확장, 공식의 과도한 수정, 경영진에 의한 지역 시장 포화를 재정 문제의 원인으로 지목했다. 그는 이사회가 제안된 변경 사항을 거부하자 1984년 2월에 사임했고, 척 E. 치즈 피자 타임 시어터(현재는 유명한 쥐 마스코트의 이름을 따서 명명됨)는 1984년 3월 파산 보호 신청을 했다.
경쟁사인 피자/아케이드 가족 레스토랑인 쇼비즈 피자 플레이스는 1985년 5월 피자 타임 시어터를 인수하고 그 부채를 떠맡았다. 새로 설립된 회사인 쇼비즈 피자 타임 주식회사는 1993년까지 모든 지점을 척 E. 치즈 피자 브랜드로 통합하기 전까지 두 브랜드로 레스토랑을 운영했다. 오늘날 이 레스토랑은 560개 이상의 지점을 운영하고 있다.

### 캐탈리스트 테크놀로지 벤처 캐피털 그룹
부슈널은 최초의 비즈니스 인큐베이터 중 하나인 캐탈리스트 테크놀로지스를 설립했다. 캐탈리스트 그룹 회사는 두 자릿수에 달했으며, 앤드로봇, 에탁, 쿰마, 액슬론 등이 포함되었다.
액슬론은 많은 소비자 및 가전제품을 성공적으로 출시했는데, 가장 주목할 만한 것은 아이의 말을 중얼거리거나 따라하는 곰인 AG 베어였다. 1980년대 후반, 액슬론은 아타리 2600용 두 가지 새로운 게임 개발을 관리했는데, 이는 시스템 판매를 되살리려는 마케팅 시도의 일환이었을 가능성이 높다. 여기에는 1990년에 출시된 몬스터 트럭 테마 게임인 모토로데오가 포함되어 있었으며, 이는 아타리 2600 시스템용으로 개발된 마지막 게임 중 하나였다. 이 회사는 대부분 해즈브로에 매각되었다.
1984년에 설립된 Etak은 최초의 상업용 차량 자동 항법 장치의 일환으로 세계 지도를 디지털화한 최초의 회사였다. 이 지도는 궁극적으로 구글 지도, 맵퀘스트닷컴 및 기타 내비게이션 시스템의 기반을 제공했으며, 1980년대에 루퍼트 머독에게 매각되었다. 2000년 5월, 캘리포니아주 멘로파크에 본사를 둔 이 회사는 텔레 아틀라스의 완전 자회사가 되었다.
많은 아이디어가 결국 현재의 혁신으로 이어졌지만, 캐탈리스트의 대부분의 회사는 1980년대에 이러한 첨단 혁신을 지속할 수 있는 기반 기술이 부족하여 결국 실패했다. 예를 들어, 캐탈리스트의 회사 중에는 고화질 TV를 개발하려 했던 시네마비전이 있었다. 쿰마는 주문형으로 디스크에 게임을 기록하는 특수 자동판매기를 사용하여 비디오 게임을 배포하려고 시도했다. ByVideo는 키오스크와 레이저디스크를 사용하여 쇼핑객이 나중에 배송될 제품을 가상으로 구매할 수 있도록 하는 초기 온라인 쇼핑 경험을 개발했다.

### 플레이넷/아리스토
1996년 아타리 게임즈 인수에 실패한 후, 아타리의 아케이드 유산을 이어가는 이 회사는 놀런 부슈널은 자신이 회장이었던 보르타(Borta, Inc.)를 인수한 소규모 게임 개발사 아리스토 인터내셔널의 선임 컨설턴트가 되었다. 아리스토의 CEO 겸 회장은 물리 코헨이었다. 아리스토와 협력하여 부슈널은 팀넷(TeamNet)을 이끌었는데, 이는 성인을 대상으로 하는 멀티플레이어 전용 아케이드 머신 라인으로, 최대 4명의 플레이어가 로컬 또는 인터넷을 통해 원격으로 경쟁할 수 있도록 했다. 아리스토는 나중에 플레이넷으로 이름이 바뀌었다. 보르타(Borta Inc.)는 온라인 스포츠 게임과 함께 어반 스트라이크 및 정글 스트라이크 버전을 포함한 비디오 게임을 개발했다. 아리스토는 두 가지 주요 제품을 개발했다: 인터넷 접속, 전화 통화 및 온라인 네트워크 토너먼트를 제공하는 터치스크린 인터페이스 바탑/아케이드 시스템과 수천 곡의 노래를 저장하고 새로운 릴리스를 다운로드할 수 있는 디지털 주크박스. 1997년 말까지 회사는 재정난에 직면했고, 현장에 출시했던 유닛들을 회수하고 신용카드 결제 시스템과 인터넷 연결을 개선하여 라인을 재출시할 계획이었다. 1997년 닷컴 버블이 터지기 직전에 회사는 프로토타입 기계들이 여전히 개발 중인 상태로 망했다.

### uWink
브레인러시 이전에 부슈널의 가장 최근 회사는 In10City('인텐시티'로 발음)라는 초기 프로젝트에서 발전한 uWink였다. In10City는 엔터테인먼트 단지 및 식사 경험을 위한 개념이었다. uWink는 부슈널과 그의 사업 고문인 로니 리더가 시작했는데, 리더는 또한 회사의 원래 로고를 디자인했다. 회사는 터치스크린 키오스크 디자인, uWin 개념의 일부로 현금 및 상금 수여를 운영하는 회사, 그리고 온라인 엔터테인먼트 시스템 네트워크를 포함한 여러 번의 실패한 반복을 거쳤다. 거의 7년 동안 2400만 달러 이상의 투자자 자금을 유치했지만, 터치스크린 키오스크/바탑 모델은 미지급 상금과 키오스크/바탑 유닛의 작동 상태를 유지하기 위한 서비스 계약 미준수 불만 속에서 문을 닫았다. 최신 버전(2005년 발표)은 척 E. 치즈 사업과 1988~1989년의 이전 봇츠(Bots Inc.) 사업에서 영감을 받은 새로운 상호 작용 엔터테인먼트 레스토랑인 uWink 미디어 비스트로이다. 봇츠는 리틀 시저스 피자를 위한 자율 피자 배달 로봇 외에도 고객 측 POS 터치스크린 단말기와 유사한 시스템을 개발했다. 이 계획은 손님들이 각 테이블의 화면을 통해 음식과 음료를 주문하고, 서로 게임을 하거나 영화 예고편 및 짧은 비디오를 시청할 수 있도록 하는 것이었다. 테이블 간 상호 작용 또는 테이블 그룹 플레이가 가능한 멀티플레이어 네트워크 유형 비디오 게임은 실현되지 않았다. 손님들은 OSX 기반 기계가 훨씬 간단한 캐주얼 비디오 게임을 하기 위해 계속 재부팅되는 것을 자주 목격했다. 레스토랑의 실패로 이어진 또 다른 요인은 레스토랑의 위치였다. 우들랜드힐스 지점은 교외 쇼핑몰 2층에 있었고, 할리우드 지점은 쇼핑 센터 단지의 더 높은 층에 최소한의 가시성으로 거의 숨겨져 있었다. 첫 번째 비스트로는 2006년 10월 16일 우들랜드힐스 (로스앤젤레스)에 문을 열었다. 두 번째는 할리우드에 설립되었고, 2008년에는 세 번째 남부 캘리포니아 레스토랑과 캘리포니아주 마운틴뷰에 한 곳을 열었다. 이후 모든 레스토랑은 문을 닫았다.

### 아타리 SA
2010년 4월 19일, 2001년부터 아타리 브랜드와 그 가정 유산을 소유하고 있는 아타리 SA는 놀런 부슈널이 회사 이사회에 합류할 것이라고 발표했다. 이는 30년 이상 만에 그의 아타리 복귀를 의미했다.

### 모달 VR
부슈널은 또한 모달 VR의 공동 창립자 중 한 명이다. 이 회사는 기업이 보안 요원 등을 훈련시키기 위한 휴대용 대규모 VR 시스템을 개발하고 있다.

### 안티에이징 게임즈, LLC
놀런은 Anti-AgingGames.com의 자문 위원이며 회사의 공동 창립자였다. 35세 이상의 건강한 사람들을 위한 온라인 기억력, 집중력, 집중 게임을 특징으로 한다.

### 브레인러시
브레인러시는 교육용 소프트웨어에 비디오 게임 기술을 사용하는 회사이며, 그는 이 회사의 설립자, CEO, 회장이다. 이 회사는 2012년에 벤처 캐피탈 자금을 지원받았다. 많은 교육 과정이 미니 게임으로 바뀔 수 있다는 아이디어에 기반을 두고 있다. 개발자들은 영어 문학부터 외국어, 지리, 구구단 또는 화학 표, 인체 부위까지 어떤 지식 체계든 가져와 경험을 게임화할 수 있다. 브레인러시는 그들의 핵심 기술을 "적응형 연습(Adaptive Practice)"이라고 부른다. 그들은 또한 사용자가 다양한 주제 영역에서 빠르게 게임을 만들 수 있는 오픈 저작 시스템을 개발했다.
2010년부터 2012년 사이에 브레인러시는 전국 2200명 이상의 교사와 80000명의 학생을 대상으로 스페인어 어휘 학습 테스트를 진행했으며, 전통적인 학습 방식보다 학습 속도가 8~10배 증가했다. 브레인러시는 2013년 가을에 전체 플랫폼을 출시했다.

### 글로벌 게이밍 테크놀로지스 코퍼레이션 (CSE – GGAM.U)
2019년 3월 6일, 놀런은 상장 회사 글로벌 게이밍 테크놀로지스 코퍼레이션의 CEO 겸 회장으로 임명되었다.

## 기타 벤처
- 1981년, 부슈널은 캘리포니아주 스코츠밸리에 팀버텍 컴퓨터 캠프를 설립했다.

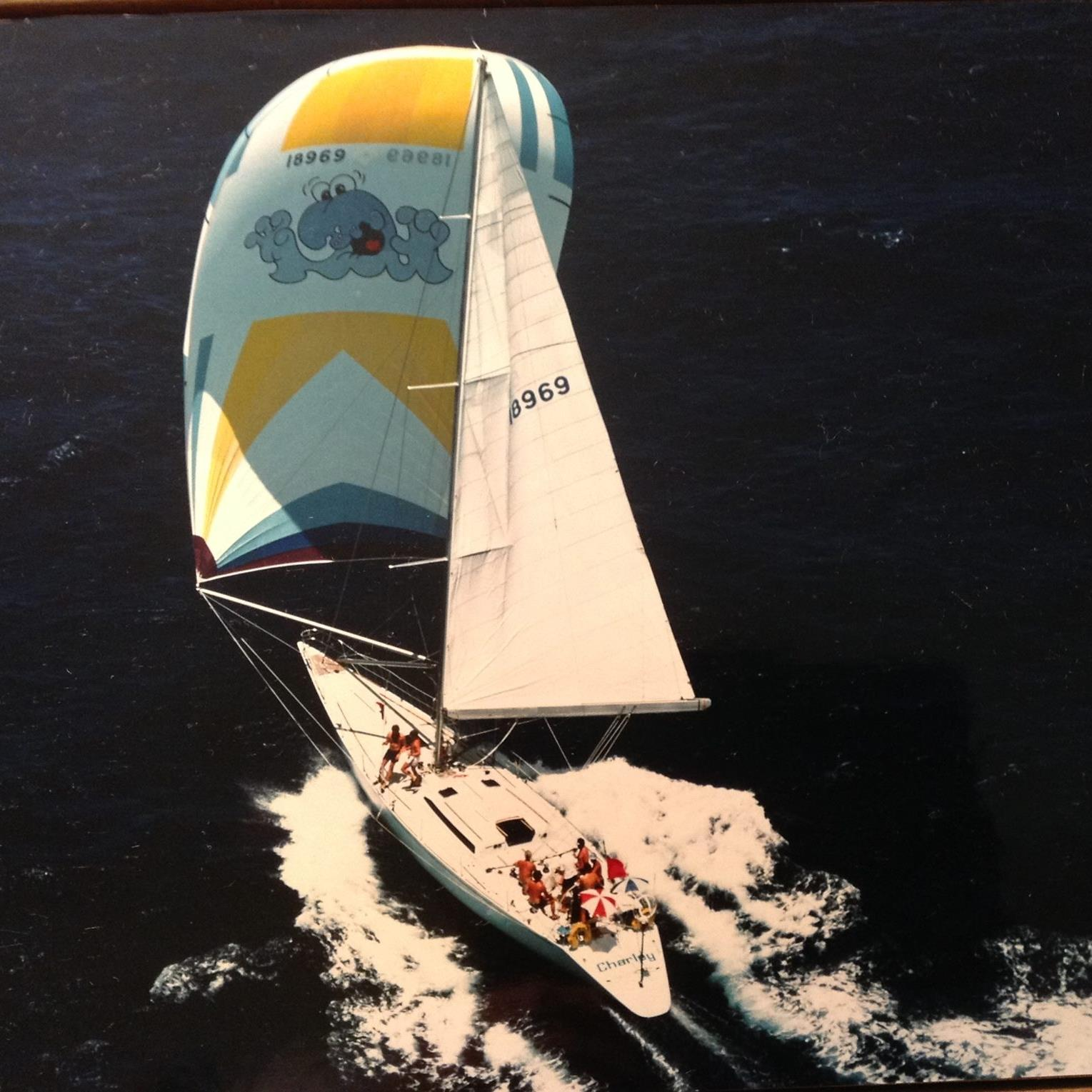
놀런 부슈널의 67피트 요트 찰리 (론 홀랜드 디자인, 1983년)

- 놀런 부슈널의 67피트 요트 찰리 (론 홀랜드 디자인, 1983년)1982년, 부슈널은 론 홀랜드가 설계한 67피트 경주 요트 찰리(Charley)를 주문했다. 찰리는 1983년 트랜스퍼시픽 요트 경주에서 라인 아너스를 수상했다.
- 1983년, 부슈널은 최초의 "앤드로봇" 토포를 선보였다. 이는 뉴멕시코주 앨버커키에서 열린 제1회 소비자 로봇 쇼에서 공개되었다.[54]
- 1984년, 부슈널은 아케이드 게임 회사 비데아(Videa)를 인수하여 센테 게임즈로 이름을 변경했다. 1987년 폐업하기 전까지 이 회사에서 개발된 게임 중에는 하키 비디오 게임햇 트릭이 포함되어 있었다.
- 1991년, 부슈널은 코모도어 인터내셔널CDTV를 지지했다.[33] CDTV는 CD-ROM 기반 아미가 500 컴퓨터를 소비자 가전 시장용으로 재포장한 버전이었다.
- 1995년 여름, 부슈널은 척 E. 치즈와 유사하지만 비디오 게임 테마를 기반으로 한 새로운 유원지 체인 E2000을 발표했다.[55] 그러나 메릴린치가 부슈널을 상대로 제기한 관련 없는 수백만 달러 소송으로 인해 E2000의 대부분 투자자들이 철수하여 그는 프로젝트에 자금을 지원할 수 없게 되었다.[4]
- 1999년 6월, 부슈널은 웨이브 시스템즈 코퍼레이션의 이사회에 합류했다.
- 2005년, 그는 USA 네트워크리얼리티 시리즈 '메이드 인 더 USA'의 심사위원으로 활동했다.
- 2007년, 부슈널은 네오엣지 네트워크스(NeoEdge Networks) 이사회에 회장으로 합류했다.
- 2007년, 부슈널은 게임웨이저(GAMEWAGER) 자문 위원회에 합류했다.[56]
- 2008년, 부슈널은 에어패트롤 코퍼레이션(AirPatrol Corporation)의 이사회 이사가 되었다.
- 2009년, 부슈널은 스냅(Snap)이라는 벤처를 통해 게임 교육 시장에 진출할 의사를 밝혔다. 그는 또한 스크루어택이 주최하는 게임 컨벤션 SGC에 출연할 것이라고 발표했다.
- 2016년 5월, 부슈널은 MGT 캐피털 인베스트먼트 이사회에 합류했다. 존 매커피 MGT 캐피털 회장 겸 CEO는 "놀런은 사이버 기술 분야에서 가장 뛰어난 인재 중 한 명이다. 그의 경력에서 그는 20개 이상의 첨단 기술 회사를 설립하여 기술 산업에 대한 전례 없는 지식을 보유하고 있다. 이사로서 그는 MGT가 사이버 보안 분야의 세계적 리더로 자리매김하는 데 필요한 전략적 파트너십을 식별하고 육성하는 데 도움을 줄 것"이라고 말했다.[57]
- 2016년, 부슈널은 로널드 바우어와 함께 프라이빗에쿼티 회사인 블랙 쉽 벤처스 리미티드(Black Sheep Ventures Ltd)를 공동 설립했다. 이 회사는 2016년부터 2022년까지 운영되었다.[58]
- 2017년 1월, 부슈널은 자율 주행 차량 및 모바일 로봇용 로봇 소프트웨어 플랫폼 개발업체인 Perrone Robotics의 이사회에 합류했다.[59]
- 2021년 3월, 부슈널은 블록체인 기반 e스포츠 대회, 토너먼트, 이벤트 플랫폼인 Moxy.io를 공동 설립했다.

## 미디어 출연
부슈널은 벤처 캐피탈 개발에 관한 다큐멘터리 영화 섬씽 벤처드와 아타리 비디오 게임 무덤 발굴을 다룬 아타리: 게임 오버에 출연했다. 그는 또한 애니메이션 TV 쇼 코드 몽키스(Code Monkeys) 시즌 1 에피소드 3에도 출연했다. 아타리 50주년을 기념하여 부슈널은 당시 아타리 CEO였던 웨이드 로젠과 아타리 50 비디오 게임에서 인터뷰를 진행했으며, 회사에서의 자신의 역사와 현대 시대에서의 관련성에 대해 논했다.

## 표창
부슈널은 아케이드 게임 시장을 확립하고 아타리를 창립하는 데 기여한 공로로 "전자 게임의 아버지"로 여겨진다. 최초의 가정용 비디오 게임 콘솔을 만든 공로로 평가받는 랠프 베어와 부슈널 중 누가 비디오 게임의 아버지로 간주되어야 하는지에 대한 논쟁이 있었고, 이는 두 발명가 사이에 좋지 않은 감정을 불러일으켰다. 그러나 업계에서는 베어를 가정용 비디오 게임의 아버지로, 부슈널을 아케이드 게임의 혁신가로 인정하게 되었다.
2009년 3월 10일 영국 아카데미 비디오 게임 상에서 영국 영화 텔레비전 예술 아카데미는 비디오 게임 산업의 선구자로서 그의 뛰어난 업적을 인정하여 부슈널에게 아카데미 펠로우십을 수여했다.

### 예정된 전기 영화
2008년부터 부슈널의 삶에 대한 전기 영화에 대한 관심이 있었다. 부슈널은 다른 사람들에게서 그러한 영화를 만들자는 제안을 받았지만 거절했는데, 2008년 6월 파라마운트 픽처스가 크레이그 셔먼과 브라이언 헤커의 각본으로 레오나르도 디카프리오가 부슈널 역으로 출연할 예정으로 제안하자 이를 수락했다. 다음 10년간 영화 소식은 잠잠했지만, 2018년 3월, 영화 제작 투자 회사 비전 트리(Vision Tree)는 영화 제작을 위해 암호화폐초기 코인 공개를 통해 최대 4천만 달러를 모금하려 했으며, 이 영화는 디카프리오의 스튜디오 애피언 웨이 프로덕션스, 비전 트리, 그리고 에이버리 프로덕션스에서 제작될 예정이었다.

### GDC 파이오니어 어워드 논란
2018년 1월, 게임 디벨로퍼스 초이스 어워드 자문 위원회는 게임 개발자 회의(GDC) 3월 시상식에서 부슈널이 아타리에서의 역할을 인정받아 파이오니어 어워드를 수상할 것이라고 발표했다. 그날, 브리아나 우를 포함한 몇몇 사람들은 소셜 미디어를 통해 부슈널이 아타리에서 여성들에게 유해한 작업 환경을 조성했으며, 이것이 당시 미래 비디오 게임 산업의 기반이 되었다고 주장했다. 이는 1970년대와 1980년대 아타리에 대한 여러 문서화된 인터뷰와 증언에 기반을 둔 것이었다. 주목할 만한 예시로는 부슈널이 온수 욕조에서 이사회를 개최하고 여성 비서들을 초대했다는 것이었다. 우와 다른 사람들은 부슈널이 산업에 많은 기여를 했지만, 현재 진행 중인 #MeToo 운동 기간에 이런 종류의 상을 수여하는 것은 잘못된 메시지를 전달한다고 주장했다. 우는 "놀런 부슈널은 존경받을 자격이 있지만, 지금은 적절한 시기가 아니다. 그가 아타리에서 만들었던 문화와 오늘날 기술 분야의 여성들이 직면하는 구조적 성차별주의 사이에는 분명한 선을 그을 수 있다"고 말했다. GDC의 선택에 대해 비슷한 불만을 가진 사람들은 해시태그 "#NotNolan"을 공유했다.
다음 날, 자문 위원회는 부슈널에 대한 수상 선정을 재고했고 파이오니어 어워드를 수여하지 않겠다고 발표했으며, 대신 그 해에는 "과거의 선구적이고 알려지지 않은 목소리를 기리기" 위해 사용될 것이라고 밝혔다. GDC는 또한 그들의 선정이 "오늘날 게임 산업의 가치를 반영해야 한다"고 밝혔다. 부슈널은 위원회의 결정에 동의하는 성명을 발표했다.
| “ | 저는 직장에서 사람들을 어떻게 대해야 하는지에 대해 GDC가 그들의 기관이 옳은 것을 반영하도록 보장한 것에 박수를 보냅니다. 그리고 만약 그 대가가 제가 이 문제에 대해 업계 전체가 더 인식하고 민감해지도록 개인적으로 지불해야 하는 상이라면, 그것에도 박수를 보냅니다. 만약 저의 개인적인 행동이나 저와 함께 일했던 누군가의 행동이 저희 회사에서 누군가를 불쾌하게 하거나 고통을 주었다면, 저는 무조건 사과드립니다. | ” |

Kotaku와의 나중 인터뷰에서 부슈널은 "이러한 종류의 문제를 한정된 40년 전 렌즈를 통해 탐구하는 것은 우리 회사에 대한 생산적인 성찰을 제공하지 않는다"고 경고하며, 전 직원들의 피드백을 언급했다. Kotaku는 소셜 미디어에서 이미 발언한 일부를 포함하여 아타리의 여성 전 직원 12명과 인터뷰했다. 그들은 모두 회사의 1970년대와 1980년대 작업 환경이 더 넓은 성혁명의 영향을 받았으며, 부슈널에 대한 주장은 과장되거나 거짓이었고, 그 문화는 그들 모두가 자유롭게 참여한 것이라는 데 동의했다. 아타리의 더 유명한 여성 직원 중 일부는 1970년대 회사와 부슈널의 상황에 대해 더 자세히 언급했다.
- 부슈널 재임 시절 아타리에서 근무했던 일레인 셜리(Elaine Shirley)는 "그때는 그런 시대였다. 그[놀런 부슈널]는 여자들에게 작업을 걸었고, 여자들도 그에게 작업을 걸었다. 만약 #MeToo 운동이 아타리 시절에 활발했다면, 우리 회사의 절반이 기소되었을 것이다. 내가 아는 한, 아무도 원하지 않는 일을 한 적이 없다."고 말했다.[77]
- 아타리에서 커뮤니케이션, 보안 및 시설을 담당했고 나중에 부슈널과 함께 uWink를 공동 설립한 로니 리더(Loni Reeder)는 "나는 공정하게 대우받았고 급여도 잘 받았다. 놀런을 아는 다른 아타리 여성 친구들도 있다. 우리 중 아무도 그에게 불쾌함을 느끼지 않았다."고 말했다.[78][79] 리더는 아타리의 작업 환경에 대해 "오늘날 사람들이 들어와서 우리가 억압받았다고 말하는 것에 매우 불쾌하다... 우리는 단합되고 결속력 있는 환경을 가지고 있었다. 그것이 70년대의 특징이었다. 우리가 모두 모여 난교를 한 것은 아니었다."고 덧붙였다.[80]
- 최초의 게임 사용자 연구원이며 아타리에서 전원 여성으로 구성된 게임 사용자 연구팀을 이끌었던 캐롤 칸토르(Carol Kantor)는[81] "저는 성희롱 혐의로 기소되어 실제로 유죄 판결을 받은 사람들이 있다는 것을 압니다. 하지만 놀런은 아닙니다. 그의 성격이 아니었습니다. 저는 제가 알던 놀런을 분명히 지지합니다. 그는 결코 사람들에게 권력을 휘두르지 않았습니다."라고 말했다.[80]

코타쿠가 인터뷰한 여성들은 대체로 부슈널 수상과 관련된 공격과 결정을 불공평하다고 여겼고, 위원회에 문제를 제기한 사람들에게 분노를 표했다. 일부는 부슈널의 성차별주의를 비난한 사람들이 당시 문화를 고려하지 않았으며, 1970년대 아타리에서 발생했던 성적인 사건들과 현재 #MeToo 운동에서 여성들이 겪는 실제 괴롭힘 및 위협 사이에는 명확하고 뚜렷한 차이가 있다고 말했다.
이 상황은 아타리 작업 환경이 현재 비디오 게임 산업에 어떻게 영향을 미쳤는지에 대한 논의로 이어졌다. 사설에서 딘 타카하시는 현재 비디오 게임 산업의 환경이 닌텐도, 소니, 마이크로소프트와 같은 회사들의 작업 문화에 대한 매우 다른 접근 방식에 더 큰 영향을 받았다고 시사했다.